# Златка Ставрева
Златка Ставрева е българска народна певица.

## Биография
Нейните корени са от Източна Тракия – от Малък Самоков по бащина линия и от Керациново по майчина. Едва 15-годишна, когато продължава своето образование в град Бургас талантливата странджанка е поканена да участва в групата „Тракийска песен“ с ръководител кавалджията Иван Вълев към бургаското тракийско дружество Антим Първи. В групата „Тракийска песен“ я посреща за прослушване и големият странджански певец Георги Павлов. Оттук започва професионалната фолклорна творческа дейност на певицата. В групата участва заедно с Георги Павлов, Сава поп Савов, Кина Димитрова, Иринка Танева, Станка Узунова, Милка Магриотова, Тома Янчев, Кунка Желязкова, Петко Дунаков, Станка Дунакова и др. По-късно става солистка на хора на Окръжния кооперативен съюз с ръководител Андрей Коралов от София. През 1971 г. е редовно категоризирана от Държавната атестационна комисия и притежава категория със специалност „народно пеене“.
Многобройни са участията ѝ на концерти, събори, фестивали, прегледи, където Златка Ставрева представя красотата на странджанската народна песен. Заедно със сестра си Ирина Ставрева бяха първите, които запяха в дует странджанската народна песен. Емблематични остават дуетите „Деспинка дума майка си“, „Снощи ходих в Бродилово село“ и мн. други. На юбилеен концерт на дует Ставреви Георги Павлов нарече сестрите „Белите лястовици на Странджа“ и това определение се наложи в цяла Странджа и България, защото те наистина са лястовиците, които носят на крилата си багрите на българското, носят духа на странджанеца. Чародейката на Странджа Магда Пушкарова обяви дует Ставреви за свои духовни дъщери и нейни последователки в изпълнителското изкуство, през 2000 г. тя им завещава писмено една голяма част от репертоара си.
Златка Ставрева всеотдайно работи за родната си община Царево. От 2004 г. към народно читалище „Георги Кондолов-1914 г.“ – Царево с подкрепата на Тракийската организация се сформира Детска фолклорна формация „Нестинарче“. През 2008 година създава мъжка певческа група „Георги Кондолов“ към същото читалище, с която се възроди мъжкото групово странджанско пеене. Ръководи и женска битова група при НЧ ”Г. Кондолов-1914“ Царево. 2007 г. по повод 80 години от създаването на Китен, Златка Ставрева учредява и ръководи фолклорен квартет „Китен“, община Приморско. Ръководи до 2013 г. група за автентичен фолклор при НЧ ”Свобода“ Китен. От 2010 г. активно работи във всички издания на ежегодния Международен фолклорен фестивал „Странджа моя люлчина“. От 2012 г. учредява и ръководи доброволно и напълно безвъзмездно детска фолклорна формация „Урдовиза“ в Китен.
През 2012 г. по нейна инициатива стартира първото издание на Международен фолклорен фестивал „Атлиманска огърлица“, организиран от кметство Китен с кмет Атанас Петров под патронажа на Димитър Германов, кмет на Община Приморско. Водещ на фестивала става Костадин Михайлов, на който Ставрева е музикален педагог и кръстница. През 2014 г. по време на лятното училище „Ритми и багри от Странджа“ под патронажа на Иван Жабов, кмет на община Средец и ръководството на Златка Ставрева стартира създаването на детска фолклорна формация „Алени Божурчета“ – Средец. Янислав Иванов пише за нея:
| „              | „Нея господ сякаш е изпратил, да лекува хора с меден глас. Погледнете!Зърнахте ли тоз приятел, помощ винаги дори в късен час. Благодарете на сиянието небесно. Протегнете ръце и го прегърнете. Всичко изглежда, леко, просто и лесно, но се предава на потомци във вековете“ | “ |
| Янислав Иванов | |   |

## награди
- грамота – първенец на Втория окръжен събор на народното творчество „Странджа пее“ с. Граматиково – 1971 г.
- диплом – Втория национален събор на народното творчество Копривщица – 1971 година „почетен медал“
- грамота за отлично представяне на ХІ-я Международен фолклорен фестивал в Бургас – 1975 година / връчена от н.а. филип кутев/
- грамота – за удостояване със званието първенец на Іv републикански фестивал – „златна значка“
- грамота – първенец в V-я окръжен събор на народното творчество „Странджа пее“ – 1975 година
- два пъти носител на златен медал „Капитан Петко Войвода на Съюза на тракийските дружества в България
- димлом и удостояване със звание „маестро“ през 2007 година от Асоциацията на международните фолклорни фестивали – Велико Търново
- диплом – Трети международен фолклорен фестивал „Песни и танци без граници“ – Свиленград 2008 година „най-добър индивидуален изпълнител“
- диплом – Музикален фестивал „Евро фолк“ 2010 за съществен принос при съхранение и развитие на българските традционни народни изкуства
- почетен гражданин на община Царево от 2011 г.
- специална награда „Атлиманска огърлица“ 2012 г. Китен, община Приморско – огърлие, за съществен принос в организацията на фестивала
- награда „the best of the best“ на Международен фестивал „Балкан фолк фест“ – България 2012 г.
- почетен гражданин на гр. Бургас от 2012 г.
- специалната награда-приз „Фолклорен венец Божура“ 2014 община Средец
- почетен член на сдружение „Пазители на българското“ София
- почетен член на Националния младежки фолклорен съюз София
- почетен плакет от МФФ „Атлиманска огърлица“, Китен, община Приморско 2013 – 2014

## Дискография
През годините на творческата си дейност певицата е осъществила редица звукозаписи и издания в дългосвирещи плочи, CD и DVD издания в Радио София, Радио Стара Загора, Радио Варна, Радио Пловдив, Радио Благоевград. Участвала е многократно в предавания на БНТ и във всички регионални телевизионни центрове – Пловдив, Варна, Благоевград. В творчеството ѝ са запазени ценни песенни образци, които носят старинност и оригиналност с музикално-фолклорния диалект на Странджа. През годините певицата работи с много композитори и диригенти: Андрей Коралов, Димитър Динев, Атанас Вълчев, Стефан Кънев, Добрин Панайотов, Димитър Колев, Константин Филипов, Любомир Владимиров, Желязко Жеков, Антон Ганчев.
- Сборна странджанска плоча – издадена от Балкантон – София
- Самостоятелна дългосвиреща плоча „Малеле греховнице“, издадена от фирма „Мелодия“ – Москва-тиражирана от Ташкентския завод за грамофонни плочи Узбекистан в 15000 тираж – 1991 г., звукозаписите осъществени в Радио Стара Загора
- Аудиокасета „СТРАНЖАНСКИ НАПЕВИ“, издадена от музикална компания „Фолк тон“ София
- Видио касета „Звезди на фолктон“1 и „Звезди на фолктон“2 издадена от музикална компания „Фолк тон“ София
- Аудиокасета „ТАМ КЪДЕТО СТРАНДЖА ЦЕЛУВА МОРЕТО“, със същото заглавие двучасов филм в телевизия СКАТ, Компактдиск издаден от Музикално издателска компания „СЪНРАЙЗ МАРИНОВ“ – Варна
- Аудиокасета, компакт диск и ДВД „НЕСТИНАРИ ГОСПОДАРИТЕ НА ОГЪНЯ“ издаден от Студио Еврофолк-Велико Търново, представен на Международен фестивал в гр. Кан, Франция – сестри Ставреви
- Аудиокасета, компакт диск и Музикален филм на БНТ „БЕЛИТЕ ЛЯСТОВИЦИ НА СТРАНДЖА“ – сестри Ставреви
- СД „Песента Любов и утеха“ – сестри Ставреви, издадена от музикална компания „Пламък“
- СД „Странджански народни песни“ – сестри Ставреви и Манол Михайлов-БНР София
- Музикален филм на БНТ „Странджански етюди“
- Участия в много ТВ и радио предавания – „Жива вода“, „По нашенски“, „Песен слънце буди“, „От извора“, „Фолклорна плетеница“, „По първи петли“, „Въртяжка“, „Фолклорен изгрев“, „Разходка из България“, „Певците на България“, „От дума на дума“ БНТ, „Иде нашенската музика“ БНТ и др.
- „СД „Магията на Странджа“, издаден от „Сънрайз Маринов“-гр. Варна включваща песните

1. Булку Еленку, Еленку
2. Дона за слама ходеше
3. Я върви хубава Недо
4. Сам се е Стоян похвалил
5. Припаднало Стояне ле
6. Прочу ее язма делеко
7. И тримерото е дошло
8. Скинахме листо зелено
9. Що ме не Ожениш мале
10. Ден, дойде, Димитров ден
11. Станку ле, Мари хубава
12. Ода тече по Странджански мрамор